# Ciopîlkî, Pereiaslav-Hmelnițki
Ciopîlkî (în ucraineană Чопилки) este un sat în comuna Horbani din raionul Pereiaslav-Hmelnițki, regiunea Kiev, Ucraina.

## Demografie
Componența lingvistică a localității Ciopîlkî
     Ucraineană (98,28%)
     Rusă (1,29%)
     Alte limbi (0,43%)
Conform recensământului din 2001, majoritatea populației localității Ciopîlkî era vorbitoare de ucraineană (98,28%), existând în minoritate și vorbitori de rusă (1,29%).